# Saint-Aubin-d'Écrosville

## Demografía
| 473 | 466 | 521 | 508 | 540 | 563 | 749 |
| Para los censos de 1962 a 1999 la población legal corresponde a la población sin duplicidades (Fuente: INSEE [Consultar]) |     |     |     |     |     |     |